# Charles-Louis Clérisseau
Charles-Louis Clérisseau est un architecte et peintre français, né à Paris le 28 août 1721 et mort à Auteuil le 19 janvier 1820.

## Biographie
Élève de Germain Boffrand, Clérisseau remporta le prix de Rome en 1746 sur le thème Un grand hôtel. Il réalisa un grand nombre de dessins représentant les monuments antiques d'Italie. Ils furent très appréciés en Angleterre, notamment par l'architecte et décorateur Robert Adam qui les fit graver par Francesco Bartolozzi, Francesco Zucchi et Paolo Santini. Clérisseau, qui avait rencontré Adam à Florence, l'accompagna lors de son Grand Tour et lui fournit les illustrations de son étude sur le palais de Dioclétien à Split. Ses dessins contribuèrent à créer la vogue de l'architecture antique, qui devait engendrer le néoclassicisme.
En 1769, il fut admis à l'unanimité membre titulaire de l'Académie de peinture et de sculpture.
Pour l'hôtel particulier de Laurent Grimod de La Reynière, situé à l'angle de la rue Boissy-d'Anglas et de l'avenue Gabriel à Paris, il exécuta en 1775 le premier décor à l'antique de la ville, inspiré des découvertes de Pompéi et de Herculanum.
En 1785, Thomas Jefferson, alors ambassadeur des États-Unis en France, lui demanda des dessins inspirés de l'antiquité pour le Capitole de Virginie. Clérisseau fit exécuter une maquette en plâtre de l'édifice, réalisée entre 1785 et 1789.
Selon certaines sources[Lesquelles ?], il aurait fourni les plans du château de Rastignac (commune de La Bachellerie, en Dordogne) édifié par le maître-entrepreneur Mathurin Salat entre 1812 et 1817. Ces plans, qui seront vus par Thomas Jefferson, inspireront la Maison-Blanche et notamment sa façade sud avec son portique caractéristique construit en 1824.
Clérisseau fut nommé par Catherine II architecte de la cour impériale de Russie et membre de l'Académie impériale des beaux-arts.
Il fut nommé chevalier de la Légion d'honneur le 18 février 1815.
Mort en 1820, il est inhumé au cimetière d'Auteuil.

## Principales œuvres
- L'Arc de Constantin à Rome, crayon noir, encre et aquarelle, 42,6 × 55,6 cm – San Francisco, Fine Arts Museum.
- Ruines d'un arc de triomphe romain, aquarelle, 73,0 × 54,6 cm – Boston, Museum of Fine Arts.

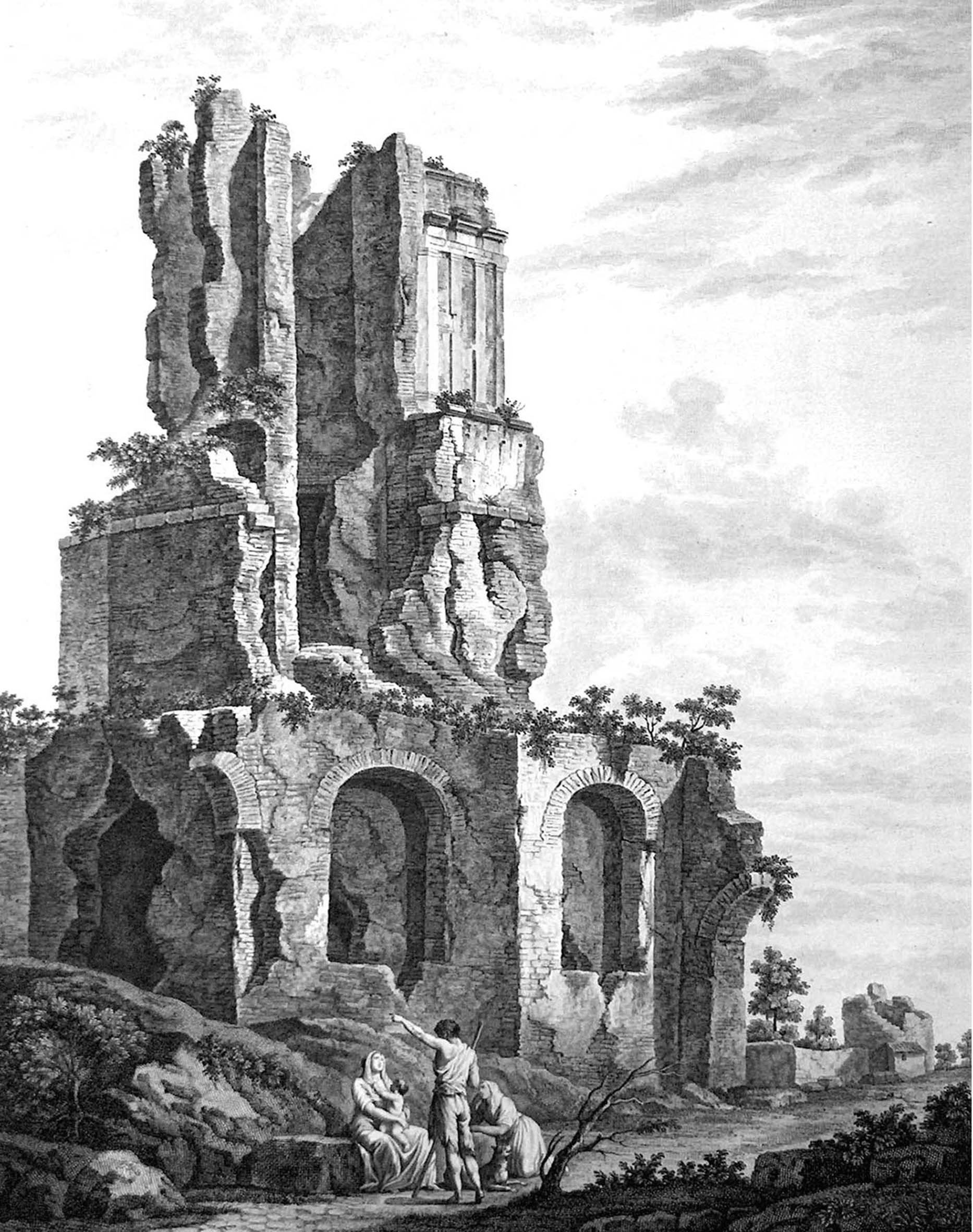
La tour Magne (1804).
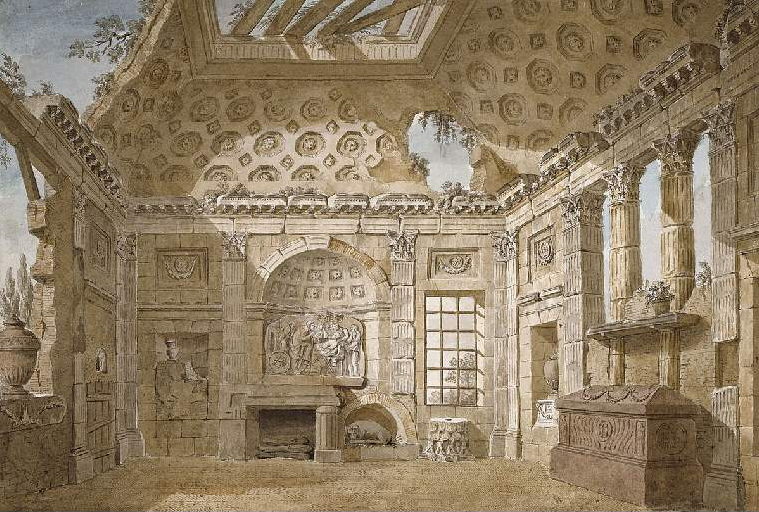
Ruines romaines.
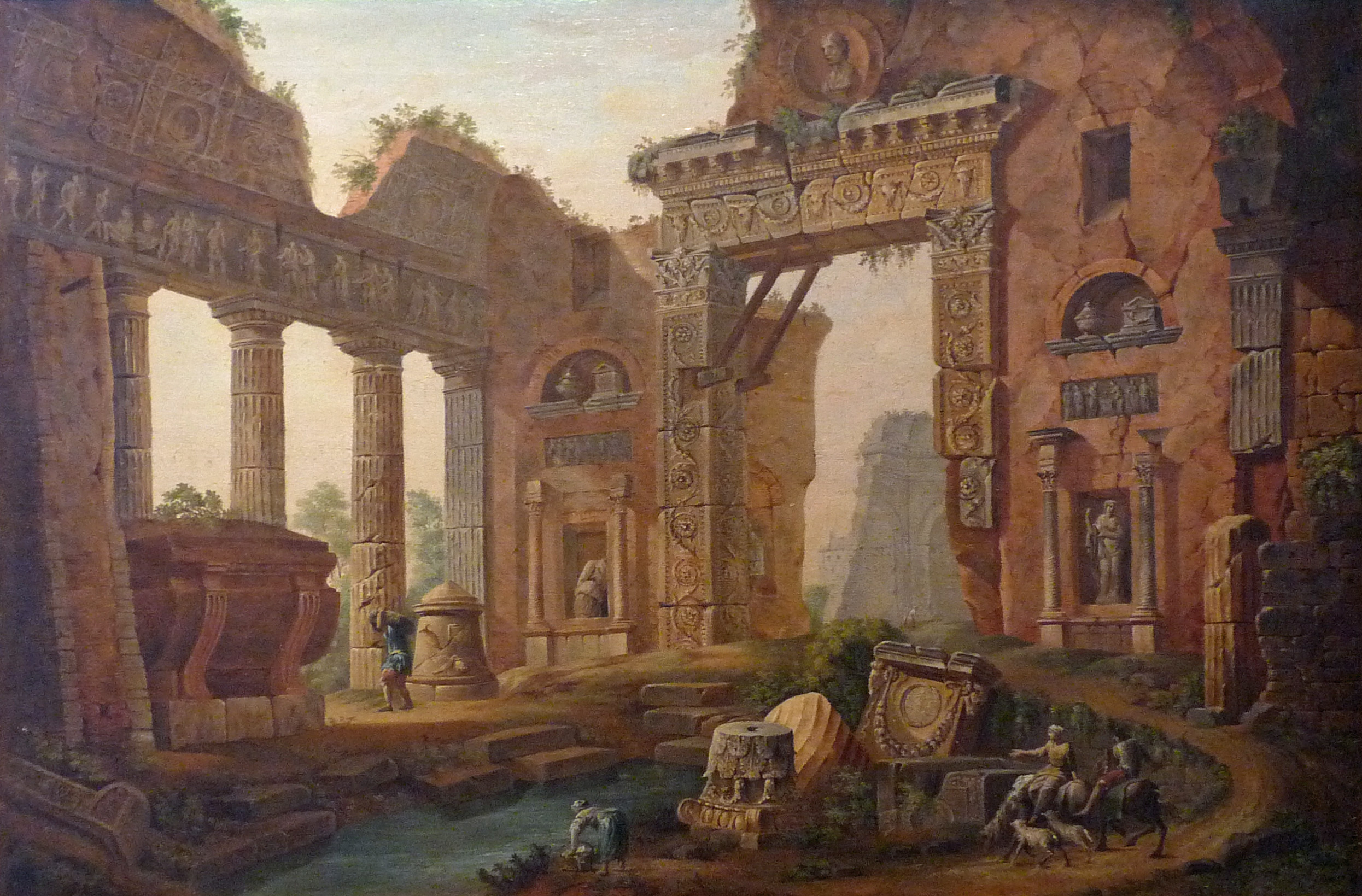
Ruines tirées des thermes antiques dans la ville de Nîmes
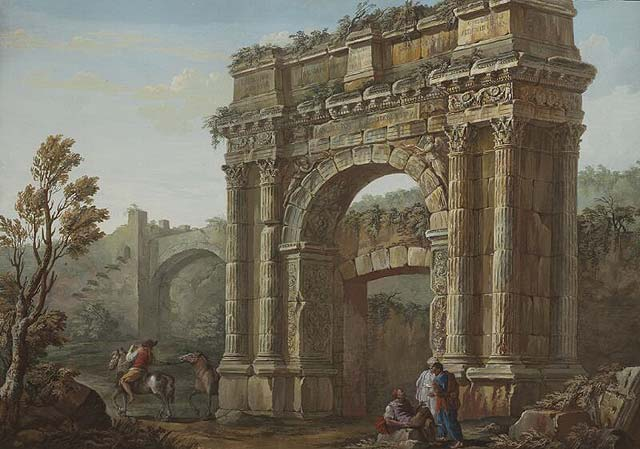
Paysans devant l'arc de Sergius près de Pola.